# بوحنیفیه
بوحنیفیه (به عربی: بوحنیفیة) یک شهرداری در الجزایر است که در استان معسکر واقع شده‌است. بوحنیفیه ۱۶٬۹۵۳ نفر جمعیت دارد.